# Raddia angustifolia
Raddia angustifolia är en gräsart som beskrevs av Thomas Robert Soderstrom och Fernando Omar Zuloaga. Raddia angustifolia ingår i släktet Raddia och familjen gräs. Inga underarter finns listade i Catalogue of Life.